# آرثر جون بورنس
آرثر جون بورنس (بالإنجليزية: Arthur John Burns)‏ هو سياسي نيوزلندي، ولد في 22 أكتوبر 1830، وتوفي في 15 سبتمبر 1901. انتخب عضو مجلس النواب النيوزيلندي.